# Rajd Azorów 2016
Rajd Azorów 2016 (51. Azores Airlines Rallye) to kolejna, pięćdziesiąta pierwsza edycja rajdu samochodowego Rajdu Azorów rozgrywanego w Portugalii. Rozgrywany był od 2 do 4 czerwca 2016 roku. Była to piąta runda Rajdowych Mistrzostw Europy w roku 2016. Składała się z 16 odcinków specjalnych.

## Zwycięzcy odcinków specjalnych
| Dzień     | Numer odcinka | Nazwa odcinka          | Długość  | Zwycięzca odcinka                    | Nr Sam. | Samochód       | Czas    | Śr. pr.    | Lider rajdu                          |
| --------- | ------------- | ---------------------- | -------- | ------------------------------------ | ------- | -------------- | ------- | ---------- | ------------------------------------ |
| 2 czerwca | OS1           | Batalha                | 7,27 km  | Kajetan Kajetanowicz Jarosław Baran  | 1       | Ford Fiesta R5 | 4:42,5  | 92,6 km/h  | Kajetan Kajetanowicz Jarosław Baran  |
| 2 czerwca | OS2           | Soluções M             | 7,08 km  | Ricardo Moura António Costa          | 18      | Ford Fiesta R5 | 3:33,6  | 119,3 km/h | Ricardo Moura António Costa          |
| 2 czerwca | OS3           | Vila Franca São Brás 1 | 13,47 km | Aleksiej Łukjaniuk Aleksiej Arnautow | 2       | Ford Fiesta R5 | 10:19,5 | 78,3 km/h  | Kajetan Kajetanowicz Jarosław Baran  |
| 2 czerwca | OS4           | Grupo Marques 1        | 3,95 km  | Ralfs Sirmacis Arturs Šimins         | 3       | Škoda Fabia R5 | 3:38,8  | 65,0 km/h  | Kajetan Kajetanowicz Jarosław Baran  |
| 3 czerwca | OS5           | Pico da Pedra Golfe 1  | 7,42 km  | Aleksiej Łukjaniuk Aleksiej Arnautow | 2       | Ford Fiesta R5 | 4:57,5  | 89,8 km/h  | Aleksiej Łukjaniuk Aleksiej Arnautow |
| 3 czerwca | OS6           | Feteiras MEO 1         | 7,46 km  | Kajetan Kajetanowicz Jarosław Baran  | 1       | Ford Fiesta R5 | 6:00,9  | 74,4 km/h  | Kajetan Kajetanowicz Jarosław Baran  |
| 3 czerwca | OS7           | Sete Cidades 1         | 25,62 km | Kajetan Kajetanowicz Jarosław Baran  | 1       | Ford Fiesta R5 | 18:42,4 | 82,2 km/h  | Kajetan Kajetanowicz Jarosław Baran  |
| 3 czerwca | OS8           | Pico da Pedra Golfe 2  | 7,42 km  | Aleksiej Łukjaniuk Aleksiej Arnautow | 2       | Ford Fiesta R5 | 4:45,6  | 93,5 km/h  | Kajetan Kajetanowicz Jarosław Baran  |
| 3 czerwca | OS9           | Feteiras MEO 2         | 7,46 km  | Aleksiej Łukjaniuk Aleksiej Arnautow | 2       | Ford Fiesta R5 | 5:37,2  | 79,6 km/h  | Kajetan Kajetanowicz Jarosław Baran  |
| 3 czerwca | OS10          | Sete Cidades 2         | 25,62 km | Aleksiej Łukjaniuk Aleksiej Arnautow | 2       | Ford Fiesta R5 | 17:42,3 | 86,8 km/h  | Aleksiej Łukjaniuk Aleksiej Arnautow |
| 4 czerwca | OS11          | Graminhais 1           | 20,96 km | Aleksiej Łukjaniuk Aleksiej Arnautow | 2       | Ford Fiesta R5 | 15:28,2 | 81,3 km/h  | Aleksiej Łukjaniuk Aleksiej Arnautow |
| 4 czerwca | OS12          | Tronqueira 1           | 21,71 km | Ricardo Moura António Costa          | 18      | Ford Fiesta R5 | 18:16,2 | 71,3 km/h  | Aleksiej Łukjaniuk Aleksiej Arnautow |
| 4 czerwca | OS13          | Grupo Marques 2        | 3,95 km  | Aleksiej Łukjaniuk Aleksiej Arnautow | 2       | Ford Fiesta R5 | 3:29,9  | 67,7 km/h  | Aleksiej Łukjaniuk Aleksiej Arnautow |
| 4 czerwca | OS14          | Vila Franca São Brás 2 | 13,47 km | Kajetan Kajetanowicz Jarosław Baran  | 1       | Ford Fiesta R5 | 10:19,7 | 78,3 km/h  | Ricardo Moura António Costa          |
| 4 czerwca | OS15          | Graminhais 2           | 20,96 km | Aleksiej Łukjaniuk Aleksiej Arnautow | 2       | Ford Fiesta R5 | 15:16,0 | 82,4 km/h  | Ricardo Moura António Costa          |
| 4 czerwca | OS16          | Tronqueira 2           | 21,71 km | Ricardo Moura António Costa          | 18      | Ford Fiesta R5 | 17:47,1 | 73,2 km/h  | Ricardo Moura António Costa          |

## Wyniki końcowe rajdu[1]
| Miejsce | Kierowca             | Pilot             | Samochód       | Czas      | Strata  | Pkt ERC |
| ------- | -------------------- | ----------------- | -------------- | --------- | ------- | ------- |
| 1       | Ricardo Moura        | António Costa     | Ford Fiesta R5 | 2:42:23,5 | –       | 25+12   |
| 2       | Aleksiej Lukjanuk    | Aleksiej Arnautow | Ford Fiesta R5 | 2:42:50,3 | +26,8   | 18+13   |
| 3       | Kajetan Kajetanowicz | Jarosław Baran    | Ford Fiesta R5 | 2:45:46,5 | +3:23,0 | 15+6    |
| 4       | Dávid Botka          | Péter Szeles      | Citroën DS3 R5 | 2:47:52,0 | +5:28,5 | 12+5    |
| 5.      | Jaroslav Orsák       | David Šmeidler    | Ford Fiesta R5 | 2:47:57,6 | +5:34,1 | 10+3    |
| 6.      | Pedro Meireles       | Mário Castro      | Škoda Fabia R5 | 2:48:07,6 | +5:44,1 | 8+3     |
| 7.      | Luís Miguel Rego     | Carlos Magalhães  | Ford Fiesta R5 | 2:48:09,7 | +5:46,2 | 6+5     |
| 8.      | José Pedro Fontes    | Inês Ponte        | Citroën DS3 R5 | 2:48:41,4 | +6:17,9 | 4+2     |
| 9.      | Ricardo Teodósio     | José Teixeira     | Ford Fiesta R5 | 2:49:24,7 | +7:01,2 | 2+1     |
| 10.     | Antonín Tlusťák      | Ladislav Kučera   | Škoda Fabia R5 | 2:49:54,2 | +7:30,7 | 1       |

## Klasyfikacja po 5 rundach RME 2015
Punkty w klasyfikacji generalnej ERC otrzymuje 10 pierwszych zawodników, którzy uczestniczą w programie ERC i ukończą wyścig, punktowanie odbywa się według klucza:
| Miejsce | 1  | 2  | 3  | 4  | 5  | 6 | 7 | 8 | 9 | 10 |
| Punkty  | 25 | 18 | 15 | 12 | 10 | 8 | 6 | 4 | 2 | 1  |

Dodatkowo po każdym etapie (dniu) rajdu prowadzona jest osobna klasyfikacja, w której przyznawano punkty według klucza 7-6-5-4-3-2-1 (jeżeli dany etap obejmował przynajmniej 25% długości odcinków specjalnych rajdu). Do klasyfikacji zaliczane są cztery najlepsze wyniki spośród pięciu pierwszych rajdów oraz cztery najlepsze wyniki w pięciu ostatnich rajdach w sezonie.
Pierwsza dziesiątka.
| Poz. | Kierowca              | ESP    | GBR    | GRE    | POR    | BEL | EST | POL | CZE | CYP | Suma punktów |
| ---- | --------------------- | ------ | ------ | ------ | ------ | --- | --- | --- | --- | --- | ------------ |
| 1    | Kajetan Kajetanowicz  | 218+11 | 218+13 | 84+7   | 315+6  |     |     |     |     |     | 92           |
| 2    | Aleksiej Łukjaniuk    | 125+13 | NW     | 101+7  | 218+13 |     |     |     |     |     | 77           |
| 3    | Arturs Šimins         |        |        | 125+12 | NU0+4  |     |     |     |     |     | 41           |
| 4    | Craig Breen           |        | 125+13 |        |        |     |     |     |     |     | 38           |
| 5    | Ricardo Moura         |        |        |        | 125+12 |     |     |     |     |     | 37           |
| 6    | Lambros Athanassoulas |        |        | 218+9  |        |     |     |     |     |     | 27           |
| 7    | Jaromir Tarabus       |        | NU0+3  | 315+9  |        |     |     |     |     |     | 27           |
| 8    | Wojciech Chuchała     | 510+1  | 11     | 510+3  | 130+2  |     |     |     |     |     | 26           |
| 9    | Luis Monzón Artilles  | 315+10 |        |        |        |     |     |     |     |     | 25           |
| 10   | Alastair Fisher       |        | 315+8  |        |        |     |     |     |     |     | 23           |
| Poz. | Kierowca              | ESP    | GBR    | GRE    | POR    | BEL | EST | POL | CZE | CYP | Suma punktów |

| Kolor     | Opis                   |
| --------- | ---------------------- |
| Złoty     | Zwycięzca              |
| Srebrny   | 2. miejsce             |
| Brązowy   | 3. miejsce             |
| Zielony   | Punktowane miejsce     |
| Niebieski | Ukończył nie punktował |
| Fioletowy | Nie ukończył NU        |
| Czarny    | Wykluczony X           |
| Biały     | Nie wystartował NW     |
| Puste     | Nie brał udziału       |